# Саид, Марсела
Марсела Саид (исп. Marcela Said Cares, март 1972, Сантьяго) — чилийский кинорежиссёр.

## Биография
Закончила Католический университет Чили по специальности Эстетика. В 1996 приехала во Францию, изучала медиа в Сорбонне. В 1999 сняла первый короткометражный фильм для французского телевидения. Успех ей принесла документальная лента I Love Pinochet (2001). Два следующих документальных фильма для Франции сняла вместе с мужем Жаном де Серто.
В 2013 показала свой первый игровой полнометражный фильм Сезон летучих рыб, он был отмечен рядом премий.

## Фильмография
- Вальпараисо/ Valparaíso, документальный (1999)
- I Love Pinochet, документальный (2001, премия МФ документального фино в Сантьяго, Национальная художественная премия Альтасор)
- Опус Деи, молчаливый крестовый поход/ Opus Dei, una cruzada silenciosa, документальный, в соавторстве с Жаном де Серто (2006, премия Premio Pedro Sienna)
- El mocito, документальный, в соавторстве с Жаном де Серто (2011, премия МФ документального кино в Мюнхене, премия критики на МКФ в Вальдивии, Национальная художественная премия Альтасор)
- Сезон летучих рыб/ El verano de los peces voladores (2013, премия Кинофестиваля латиноамериканского кино в Тулузе, премия за дебют МКФ в Гаване, номинация на премию МКФ в Палм-Спрингс, номинация на премию жюри МКФ в Сан-Паулу)